# Cannon-Bards teori
Cannon-Bards teori er en teori indenfor psykologien der rører følelse og fysiologisk reaktion. 
Teorien siger at følelse og fysiologisk reaktion sker samtidig. Teorien har fået sit navn fra sine to ophavsmænd: Walter Cannon og Philip Bard.